# Букмекер и вышибала
«Букмекер и вышибала» (англ. The Bookie & the Bruiser) — предстоящая криминальная драма режиссёра С. Крейга Залера. Главные роли в нём исполнят Винс Вон и Тео Джеймс.

## Сюжет
Действие фильма разворачивается в 1959 году в Нью-Йорке. Еврей Ривнер и итало-американец Босколо из Нижнего Ист-Сайда, ветераны Второй мировой войны, объединяются, чтобы организовать незаконную игорную операцию, вклиниваясь между могущественной ирландской бандой и мафией.

## В ролях
- Винс Вон — Босколо
- Тео Джеймс — Ривнер

## Производство
В мае 2024 года на Каннском кинофестивале было объявлено, что фильм находится в стадии пре-продакшена, его производство финансирует компания C2 Motion Picture Group. Съёмки фильма должны начаться в конце 2024 года. Главные роли исполнят Винс Вон и Эдриен Броуди. В мае 2025 года Тео Джеймс заменил Броуди, который ушёл из проекта.